# Титов, Валерий Сергеевич
Тито́в, Вале́рий Серге́евич (16 октября 1932, Москва — 17 января 1990, Москва) — советский археолог, работавший в области первобытной археологии и истории. Кандидат исторических наук. Один из ведущих специалистов по неолиту Южной и Центральной Европы, Ближнего Востока. Проводил исследования хронологии, становления производящего хозяйства и другие.

## Биография
Родился 16 октября 1932 года в Москве в семье почтового служащего. Окончил с серебряной медалью московскую школу № 9. В школе увлекся археологией. В 1955 году с отличием окончил кафедру археологии исторического факультета, а затем — аспирантуру МГУ. В аспирантуре занимался изучением культур шнуровой керамики. Ученик Татьяны Пассек, одной из ведущих специалисток по неолиту, энеолиту и бронзовому веку Юго-Восточной Европы. В июле 1959 года член-корреспондент Академии наук СССР Сергея Киселёва пригласил Валерия Титова работать в Институт истории материальной культуры АН СССР в качестве младшего научного сотрудника. В 1966 году защитил кандидатскую диссертацию на тему «Неолит Греции, периодизация и хронология», в 1969 году вышла его монография под тем же названием. В 1960—1970-е годы проводил раскопки поселений культуры линейно-ленточной керамики и трипольской культуры в Молдавской и Украинской ССР. В 1971—1981 гг. по приглашению Венгерской академии наук проводил раскопки в Венгрии, исследуя комплекс памятников Кестхей-Фенекпуста кестельской культуры на западном берегу озера Балатон и Береттьоуйфалу-Херпай (Herpály). В 1982—1987 гг. Валерий Титов проводил раскопки в Болгарии.

## Сочинения
- Неолит Греции : Периодизация и хронология / АН СССР. Институт археологии. — М.: Наука, 1969. — 254 с.
- Археология Венгрии : Каменный век / [И. Эрдели, В. Титов, М. Габори]. — М.: Наука, 1980. — 418 с. (соавтор)
- Археология Венгрии, конец II тысячелетия до н. э. - I тысячелетие н. э. / [В. С. Титов, Т. Кеменцев, Э. А. Балагури и др.]; Отв. ред. В. С. Титов, И. Эрдели; [АН СССР, Ин-т археологии, Венг. акад. наук, Археол. ин-т]. — М.: Наука, 1986. — 348 с. (соавтор)
- История Европы [Текст] : с древнейших времен до наших дней : в 8 т. / [Е. С. Голубцова, Г. С. Кошеленко, В. С. Титов и др.] ; редкол.: Е. С. Голубцова (гл. ред.) [и др.]. — М.: Наука, 1988. — Т. 1: Древняя Европа. — 703 с. — ISBN 5-02-008937-0. (соавтор)
- Неолит Карпатского бассейна : исследования и материалы / В. С. Титов ; Российская академия наук, Ин-т археологии. — М.: Наука, 1996. — 283 с. — ISBN 5-02-009499-4.